# Desoxycortonacetat
Desoxycortonacetat (auch Desoxycorticosteronazetat, kurz auch Doca) ist der Essigsäureester des Corticosteroids Desoxycorton (11-Desoxycorticosteron) mit einer primären mineralkortikoiden Wirkung. Er wird zur Ersatztherapie des Mineralocorticoid-Mangels mit primären Hypoadrenokortizismus (Morbus Addison) angewandt.
In den Nieren führt Desoxycortonacetat zur Retention von Natrium- und Chloridionen und Ausscheidung von Wasserstoff- und Kaliumionen. Dadurch entsteht ein osmotischer Gradient, der die Wasseraufnahme aus den Nierentubuli fördert und zu einer Erhöhung des Blutvolumens und der Herzleistung führt.